# 20 juin en sport
20 mai 20 juillet
Chronologies thématiques
- Croisades
- Ferroviaires
- Disney

Le 20 juin (171e jour de l'année ou 172e en cas d'année bissextile) en sport.

## Événements

### XXesièclede1901à1950
- 1925 :
  - (Sport automobile) : départ de la troisième édition des 24 Heures du Mans.
- 1937 :
  - (Sport automobile) : victoire de Jean-Pierre Wimille et Robert Benoist aux 24 Heures du Mans.

### XXesièclede1951à2000
- 1954 :
  - (Formule 1) : victoire de Juan Manuel Fangio au Grand Prix automobile de Belgique.
- 1959 :
  - (Sport automobile) : départ de la vingt-septième édition des 24 Heures du Mans.
- 1964 :
  - (Sport automobile) : départ de la trente-deuxième édition des 24 Heures du Mans.
- 1965 :
  - (Sport automobile) : victoire de Masten Gregory et Jochen Rindt aux 24 Heures du Mans.
- 1971 :
  - (Formule 1) : Grand Prix automobile des Pays-Bas.
- 1981 :
  - (Athlétisme) : Thierry Vigneron porte le record du monde du saut à la perche à 5,80 mètres.
- 1987 :
  - (Rugby à XV) : l'équipe de Nouvelle-Zélande remporte la première coupe du monde de rugby à XV, à Auckland, en battant l'équipe de France par 29 points à 9.
- 1992 :
  - (Sport automobile) : départ de la soixantième édition des 24 Heures du Mans.

### XXIesiècle
- 2004 :
  - (Formule 1) : Grand Prix automobile des États-Unis.
- 2007 :
  - (Basket-ball) : le Panathinaïkos remporte son 28e titre de champion de Grèce à l'issue du 5e et match décisif de la finale qui l'opposait à l'Olympiakós Le Pirée, sur le score de 89 à 76
  - (Baseball) : Sammy Sosa frappe son 600e coup de circuit contre les Cubs de Chicago et devient ainsi le 5e joueur ayant frappé 600 circuits, les autres étant Babe Ruth, Hank Aaron, Willie Mays et Barry Bonds.
- 2015 :
  - (Basket-ball /Championnat de France) : au terme d'une superbe partie, Limoges a pris le dessus sur Strasbourg (82-75) et remporte ainsi la série 3 victoires à 1. Les Limougeauds deviennent champions de France pour la onzième fois de leur histoire et conservent donc leur trône de 2014.
  - (Boxe) : Michel Soro bat l'Italien Emanuele Blandamur, à Milan, dans le Championnat d'Europe IBF des poids moyens. Le Villeurbannais s'impose par K.-O. lors de la huitième reprise.
- 2016 :
  - (Escrime /Championnats d'Europe) : début de la 29e édition des championnats d'Europe d'escrime, qui se déroulent jusqu'au 25 juin 2016 à Toruń, en Pologne. En finale du fleuret masculin, victoire du Russe Timur Safin et en finale du sabre féminin, victoire de la Russe Sofia Velikaïa.
- 2018 :
  - (Escrime /Euro) : sur la 5e journée des Championnats d'Europe d'escrime, au fleuret par équipes femmes, victoire de l'Italie composée de Arianna Errigo, Chiara Cini, Camilla Mancini et Alice Volpi puis à l'épée par équipes hommes, victoire de la Russie composée de Sergey Bida, Nikita Glazkov, Sergey Khodos et Pavel Sukhov.

## Naissances

### XIXesiècle
- 1882 :
  - Daniel Sawyer, golfeur américain. Champion olympique par équipes aux Jeux de Saint-Louis 1904. († 5 juillet 1937).

### XXesièclede1901à1950
- 1906 :
  - Robert King, athlète de sauts américain. Champion olympique de la hauteur aux Jeux d'Amsterdam 1928. († 29 juillet 1965).
- 1908 :
  - Santiago Zubieta, footballeur puis entraîneur espagnol. († 3 septembre 2007).
- 1916 :
  - Genia Walaschek, footballeur suisse. (26 sélections en équipe nationale). († 22 mars 2007).
- 1921 :
  - Pancho Segura, joueur de tennis américano-paraguayen. († 18 novembre 2017).
- 1925 :
  - Doris Hart, joueuse de tennis américaine. Victorieuse de l'Open d'Australie 1949, des tournois de Roland Garros 1950 et 1952, du Tournoi de Wimbledon 1951 puis des US Open 1954 et 1955. († 29 mai 2015).
  - Cy Strulovitch, basketteur canadien.
- 1927 :
  - Josef Posipal, footballeur allemand. Champion du monde de football 1954. (32 sélections en équipe nationale). († 21 février 1997).
- 1933 :
  - Jean Boiteux, nageur français. Champion olympique du 400 m nage libre et médaillé de bronze du relais 4 × 200 m nage libre aux Jeux d'Helsinki 1952. († 11 avril 2010).
- 1935 :
  - Len Dawson, joueur de foot U.S. américain. († 24 août 2022).
- 1942 :
  - Ammar Merrichkou, footballeur tunisien. Vainqueur de la Coupe arabe des nations en 1963. († 16 décembre 2022).

### XXesièclede1951à2000
- 1953 :
  - Raúl Ramírez, joueur de tennis espagnol.
- 1954 :
  - Alexander Frei, pilote de course automobile suisse.
- 1967 :
  - Pat Jablonski, hockeyeur sur glace américain.
- 1969 :
  - Giovanni Lombardi, cycliste sur route italien. Champion olympique de la course aux points aux Jeux de Barcelone 1992.
  - MaliVai Washington, joueur de tennis américain.
- 1971 :
  - Rodney Rogers, basketteur américain.
- 1974 :
  - Attila Czene, nageur hongrois. Médaillé de bronze du 200 m 4 nages aux Jeux de Barcelone 1992 puis champion olympique du 200 m 4 nages aux Jeux d'Atlanta 1996.
- 1975 :
  - Daniel Zítka, footballeur tchèque. (4 sélections en équipe nationale).
- 1976 :
  - Juliano Belletti, footballeur brésilien. Champion du monde de football 2002. Vainqueur de la Ligue des champions 2006. (23 sélections en équipe nationale).
- 1978 :
  - Frank Lampard, footballeur anglais. Vainqueur de la Ligue des champions 2012 et de la Ligue Europa 2013. (106 sélections en équipe nationale).
  - Leonardo Rodrigues, joueur de volley-ball brésilien.
- 1980 :
  - Franco Semioli, footballeur puis entraîneur italien. (3 sélections en équipe nationale).
  - Fabian Wegmann, cycliste sur route allemand.
- 1982 :
  - Andrew Baddeley, athlète de demi-fond britannique.
  - Vassili Bérézoutski, footballeur russe. Vainqueur de la Coupe UEFA 2005. (99 sélections en équipe nationale).
  - George Forsyth, footballeur péruvien. (7 sélections en équipe nationale).
- 1983 :
  - Deonise Cavaleiro, handballeuse brésilienne. Championne du monde de handball féminin 2013. Victorieuse de la Coupe d'Europe des vainqueurs de coupe de 2013. (166 sélections en équipe nationale).
- 1984 :
  - Hassan Adams, basketteur américain.
- 1985 :
  - Gabiriele Lovobalavu, joueur de rugby à XV fidjien. (22 sélections en équipe nationale).
  - Darko Miličić, basketteur serbe-monténégrin. (10 sélections avec l'équipe de Yougoslavie et 3 avec l'équipe de Serbie).
  - Jean-Victor Traoré, basketteur franco-burkinabé.
- 1986 :
  - Allie Quigley, basketteuse américaine puis hongroise.
- 1989 :
  - Luke Babbitt, basketteur américain.
  - Fraser Brown, joueur de rugby à XV écossais. (31 sélections en équipe nationale).
  - Ana Cata-Chitiga, basketteuse franco-roumaine. Médaillée d'argent à l'Euro de basket-ball féminin 2015. Victorieuse de l'Eurocoupe féminine de basket-ball 2016. (35 sélections avec l'équipe de France).
  - Andrew Fifita, joueur de rugby à XIII tongien-australien. (1 sélection avec l'équipe de Tonga et 5 avec l'équipe d'Australie).
  - Agustín Mazzilli, hockeyeur sur gazon argentin. Champion olympique aux Jeux de Rio 2016. (186 sélections en équipe nationale).
  - Kevin Møller, handballeur danois. Médaillé d'argent aux Jeux de Tokyo 2020. Champion du monde masculin de handball 2021. Vainqueur de la Ligue des champions masculine 2021. (39 sélections en équipe du Danemark).
  - Javier Pastore, footballeur italo-argentin. (28 sélections avec l'équipe d'Argentine).
- 1990 :
  - Ding Ning, pongiste chinoise. Championne olympique par équipes et médaillée d'argent du simple aux Jeux de Londres 2012 puis championne olympique du simple et par équipes aux Jeux de Rio 2016. Championne du monde de tennis de table du simple 2011, 2015 et 2017.
- 1991 :
  - Kalidou Koulibaly, footballeur franco-sénégalais. (92 sélections avec l'équipe du Sénégal).
  - Touty Gandega, basketteuse franco-malienne. Médaillée de bronze au CA de basket-ball 2017.
  - Rasmus Lauge, handballeur danois. Champion olympique aux Jeux de Paris 2024. Champion du monde masculin de handball 2019, 2023 et 2025. Champion d'Europe masculin de handball 2012. (175 sélections en équipe du Danemark).
- 1993 :
  - Luke Cowan-Dickie, joueur de rugby à XV anglais. Vainqueur du Grand Chelem 2016 et du tournoi 2020. (49 sélections en équipe nationale).
  - Maxime Pauty, fleurettiste français. Champion olympique par équipes aux Jeux de Tokyo 2020 et médaillé de bronze aux Jeux de Paris 2024. Médaillé d'argent par équipes aux Mondiaux 2019. Champion d'Europe par équipes 2019, par équipes et médaillé de bronze en individuel 2024 puis médaillé d'argent par équipes 2025.
  - Jacob Rinne, footballeur suédois. (3 sélections en équipe nationale).
- 1994 :
  - Baptiste Serin, joueur de rugby à XV français. Vainqueur du Challenge Cup 2023. (46 sélections en équipe de France).
- 1995 :
  - Franck Bonnamour, cycliste sur route français.
  - Médéric Henry, volleyeur français. (38 sélections en équipe de France).
- 1996 :
  - Sarah Mitton, athlète de lancers de poids canadienne.
- 1997 :
  - Hugo Gallet, hockeyeur sur glace français.
- 1998 :
  - Oshae Brissett, basketteur canadien.
  - Dante Fabbro, hockeyeur sur glace canadien.
- 2000 :
  - Mohanad Ali, footballeurfootball irakien. (56 sélections en équipe nationale).

### XXIesiècle
- 2001 :
  - Gonçalo Ramos, footballeur portugais. Vainqueur de la Ligue des nations 2025 et de la Ligue des champions 2025. (17 sélections en équipe nationale).
- 2002 :
  - Hugo Ekitike, footballeur français.
- 2005 :
  - João Rego, footballeur portugais.

## Décès

### XXesièclede1901à1950
- 1940 :
  - Mathias Zdarsky, 84 ans, skieur alpin autrichien. Fondateur de la technique du ski alpin moderne[1] et premier entraîneur du ski autrichien. (° 25 février 1856).

### XXesièclede1951à2000
- 1952 :
  - Luigi Fagioli, 54 ans, pilote de courses automobile italien. (° 9 juin 1898).
- 1956 :
  - Frithiof Mårtensson, 72 ans, lutteur de gréco-romaine suédois. Champion olympique des -73 kg aux Jeux de Londres 1908. (° 19 mai 1884).
- 1960 :
  - John Kelly, 70 ans, rameur puis homme d'affaires américain. Champion olympique du skiff et du deux de couple aux Jeux d'Anvers 1920 puis champion olympique du deux de couple aux Jeux de Paris 1924. (° 4 octobre 1889).
- 1977 :
  - Jules Moriceau, 90 ans, pilote de courses automobile français. (° 2 janvier 1887).
- 1987 :
  - Mariano Cañardo, 81 ans, cycliste sur route espagnol. Vainqueur des Tours de Catalogne 1928, 1929, 1930, 1932, 1935, 1936 et 1939. (° 5 février 1906).
- 1997 :
  - John Akii-Bua, 47 ans, athlète de haies ougandais. Champion olympique du 400 mètres haies aux Jeux de Munich 1972. Détenteur du Record du monde du 400 mètres haies du 2 septembre 1972 au 25 juillet 1976. (° 3 décembre 1949).

### XXIesiècle
- 2002 :
  - Tinus Osendarp, 86 ans, athlète de sprint néerlandais. Médaillé de bronze du 100 et 200 m aux Jeux de Berlin 1936. Champion d'Europe d'athlétisme du 100 et 200 m 1938. (° 21 mai 1916).
- 2010 :
  - Michel Malinovsky, 67 ou 68 ans, navigateur français. Vainqueur de la Solitaire du Figaro 1971. (° 10 mai 1942).
- 2017 :
  - Sergueï Mylnikov, 58 ans, hockeyeur sur glace soviétique puis russe. Champion olympique aux Jeux de Calgary 1988. Champion du monde de hockey sur glace 1986, 1989 et 1990. (° 6 octobre 1958).
- 2018 :
  - Peter Thomson, 88 ans, golfeur australien. Vainqueur des Open britannique 1954, 1955, 1956, 1958 et 1965. (° 23 août 1929).
- 2022 :
  - Mauricio Quiroga, 30 ans, cycliste sur route et sur piste argentin.  (° 13 mars 1992).
  - Caleb Swanigan, 25 ans, basketteur américain. (° 18 avril 1997).